# Steve Cuzor
Steve Cuzor, né le 21 janvier 1971 à Rennes, est un dessinateur et scénariste de bande dessinée français.

## Biographie
Steve Cuzor grandit à Montargis et étudie les arts appliqués à Paris. Il mène une carrière de cow-boy de rodéo sur les bases militaires en Allemagne et il vit au Texas de 1992 à 1994.
Il dessine Le Ventre des Ténèbres (1996), sur un scénario de Brice Tarvel, premier volume d'une série intitulée Les mangeurs de foudre qui ne connaît pas de suite. À partir de 1999, Casterman publie Blackjack, dont Cuzor assure scénario, dessin et couleurs qui connaît quatre tomes. Il participe à la série collective BD Blues des Éditions Nocturne en signant le dessin d'un album scénarisé par José-Louis Bocquet : Lead Belly (2006). La même année, pour Dupuis, il dessine avec Giulio De Vita L'Histoire d'Élias Cohen, dans la série Quintett scénarisée par Frank Giroud. À partir de 2009, pour les éditions Dargaud, Cuzor entreprend avec Philippe Thirault puis Stéphane Colman la trilogie O'boys, achevée en 2012 ; le récit narre « les déambulations d'un jeune Blanc et d'un Noir dans l'Amérique des années 30 » et reflète l'intérêt de Cuzor pour le blues. Il s'associe à Laurent-Frédéric Bollée (scénario) pour dessiner Billy Stockton, album de la série XIII Mystery (2013). Avec Yves Sente au scénario, Cuzor livre en 2018 Cinq branches de coton noir, bande dessinée historique sur le premier drapeau des États-Unis et sur la lutte des Afro-Américains contre le racisme. L'œuvre remporte le prix Coup de cœur au festival Quai des Bulles ainsi que le prix Diagonale du meilleur album.

## Œuvre
Bande dessinée
- BD Blues,

8. Lead Belly, scénario de José-Louis Bocquet, Éditions Nocturne, collection BD Blues, 2006  (ISBN 978-2-84907-188-5)
- Blackjack, Casterman,

1. Blue Bell, 1999  (ISBN 2-203-38935-4)[9]
2. Laura, 2001  (ISBN 2-203-38958-3)
3. L'As de cœur, 2002  (ISBN 2-2033-8985-0)
4. Alfonso, 2004  (ISBN 2-203-39118-9)

- Homéopratique bébé - Savoir soigner bébé en douceur, scénario de Jean-Paul Nowak, Éditions Jouvence, collection BD Santé, 1998  (ISBN 978-2-88353-136-9)
- Les Mangeurs de foudre, scénario de Brice Tarvel, Soleil Productions

1. Le Ventre des Ténèbres, 1996  (ISBN 2-87764-445-6)

- O'boys, coscénario de Philippe Thirault (tomes 1 et 2) puis de Stéphane Colman, Dargaud

1. Le Sang du Mississippi, 2009  (ISBN 978-2-205-05932-8)
2. Deux Chats gais sur un train brûlant, 2009  (ISBN 978-2-205-06227-4)
3. Midnight Crossroad, 2012  (ISBN 978-2-205-06504-6)

- Quintett, scénario de Frank Giroud, Dupuis, collection Empreinte(s)

3. Histoire d'Elias Cohen, 2006  (ISBN 2-8001-3755-X)
HS. La Colline aux Serments, coscénario de Luc Révillon, dessins de Giancarlo Alessandrini, Jean-Charles Kraehn, TBC, Steve Cuzor, Paul Gillon, Uriel et Cyril Bonin, 2009  (ISBN 978-2-8001-4273-9)
- XIII Mystery,

6. Billy Stockton, scénario de Laurent-Frédéric Bollée, Dargaud, 2013
- Cinq branches de coton noir, scénario de Yves Sente, Dupuis, 2018
- Le combat d'Henry Fleming, Dupuis, 2024  (ISBN 979-1-0347-5248-5)

## Prix et distinctions
- 2006 : Prix Albert-Uderzo : Sanglier du Meilleur Album Adulte pour Histoire d'Elias Cohen[10]
- 2018
  - Prix Diagonale-Le Soir du meilleur album, avec Yves Sente, pour le roman graphique antiraciste Cinq branches de coton noir[8]
  - Prix Coup de Coeur au festival Quai des bulles, avec Yves Sente, pour Cinq branches de coton noir[7].
- 2019 : Finaliste Prix de la BD Fnac France Inter[11] pour Cinq branches de coton noir (avec Yves Sente)

## Expositions
- Festival d'Angoulême 2015 : Le Démon du blues, exposition de planches originales de Mezzo, Frantz Duchazeau et Steve Cuzor au Théâtre d'Angoulême